# Лоренс (округ, Південна Кароліна)
Шаблон:StateAbbr_ 34°29′01″ пн. ш. 82°00′21″ зх. д. / 34.48357° пн. ш. 82.00593° зх. д.
Округ Лоренс (англ. Laurens County) — округ (графство) у штаті Південна Кароліна, США. Ідентифікатор округу 45059.

## Історія
Округ утворений 1785 року.

## Демографія
За даними перепису 
2000 року 
загальне населення округу становило 69567 осіб, зокрема міського населення було 24127, а сільського — 45440.
Серед мешканців округу чоловіків було 33641, а жінок — 35926. В окрузі було 26290 домогосподарств, 18870 родин, які мешкали в 30239 будинках.
Середній розмір родини становив 3,01.
Віковий розподіл населення поданий у таблиці:
| Стать    | До 15 років | 15-21 | 22-29 | 30-39 | 40-49 | 50-65 | 65-85 | Понад 85 |
| -------- | ----------- | ----- | ----- | ----- | ----- | ----- | ----- | -------- |
| Чоловіки | 7501        | 3624  | 3503  | 4933  | 4891  | 5647  | 3273  | 269      |
| Жінки    | 7133        | 3353  | 3529  | 5232  | 5091  | 5962  | 4774  | 852      |

## Суміжні округи
- Спартанберг — північ
- Юніон — північний схід
- Ньюбері — південний схід
- Грінвуд — південь
- Аббвілл — південний захід
- Андерсон — захід
- Грінвілл — північний захід

## Виноски
1. ↑  https://townsquarepublications.com/history-of-laurens-county-sc/
2. ↑  U.S. Decennial Census. United States Census Bureau. Архів оригіналу за 12 травня 2015. Процитовано 18 березня 2015.
3. ↑  Historical Census Browser. University of Virginia Library. Архів оригіналу за 11 серпня 2012. Процитовано 18 березня 2015.
4. ↑  Forstall, Richard L., ред. (27 березня 1995). Population of Counties by Decennial Census: 1900 to 1990. United States Census Bureau. Архів оригіналу за 2 лютого 2015. Процитовано 18 березня 2015.
5. ↑  Census 2000 PHC-T-4. Ranking Tables for Counties: 1990 and 2000 (PDF). United States Census Bureau. 2 квітня 2001. Архів оригіналу (PDF) за 18 грудня 2014. Процитовано 18 березня 2015.
6. ↑  State & County QuickFacts. United States Census Bureau. Архів оригіналу за 6 червня 2011. Процитовано 25 листопада 2013.(англ.) Наведено за англійською вікіпедією.
7. ↑  American FactFinder. Бюро перепису населення США. Архів оригіналу за 26 лютого 2012. Процитовано 31 січня 2008.

| США | Це незавершена стаття з географії США. Ви можете допомогти проєкту, виправивши або дописавши її. |